# Eublemma ecthaemata
Eublemma ecthaemata is een vlinder van de familie van de spinneruilen (Erebidae). De wetenschappelijke naam van deze soort is voor het eerst voorgesteld door George Francis Hampson in een publicatie uit 1896.

## Verspreiding
De soort komt voor in het Afrotropisch gebied waaronder Kaapverdië, Mauritanië, Gambia, Mali, Burkina Faso, Sierra Leone, Nigeria, Centraal Afrikaanse Republiek, Soedan, Ethiopië, Kenia, Tanzania, Namibië, Zimbabwe, Zuid-Afrika en Jemen.

## Waardplanten
De rups leeft op Vachellia seyal (Fabaceae).